# El Teatre Català
El Teatre Català fou un setmanari català d'informació teatral. Es va publicar entre el 1912 i el 1917, i va estar dirigit per Francesc Curet.
Reflectí amb detall la crisi teatral d'aquells anys, però encoratjà també les iniciatives que sorgiren a Barcelona com la fundació de l'Escola Catalana d'Art Dramàtic o el Sindicat d'Autors Dramàtics Catalans. Hi col·laboraren, entre d'altres, Alexandre Plana, Apel·les Mestres, Adrià Gual, Ambrosi Carrion o Rafael Marquina. El 1913 adquirí la desapareguda publicació La Escena Catalana.

## Enllaços externs

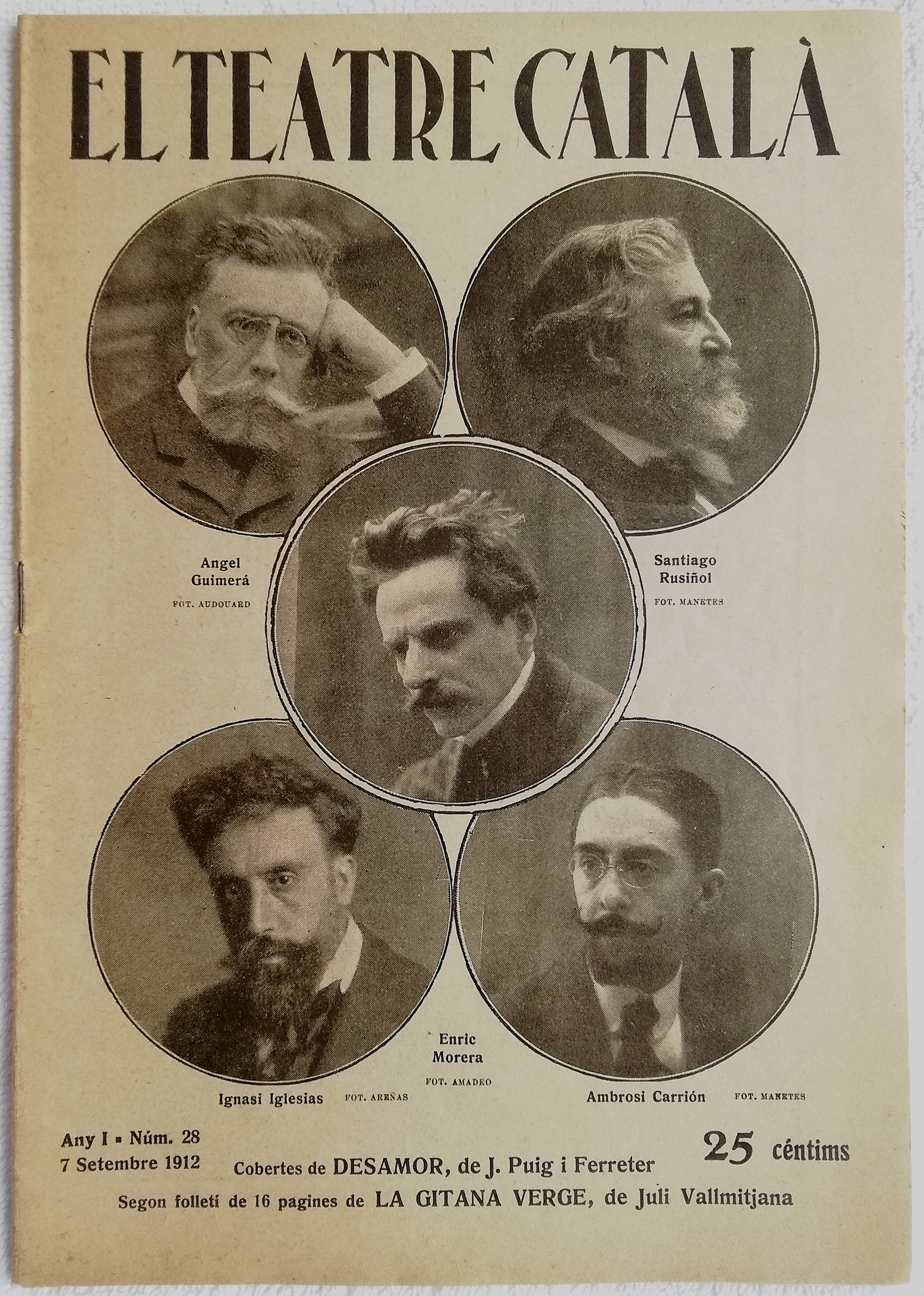
El Teatre Català, exemplar de l'any 1912